# Shut Up! (Simple Plan)
Shut Up! è il secondo singolo estratto dal secondo album dei Simple Plan, Still Not Getting Any..., pubblicato nel 2005.

## Video ufficiale
Il video mostra la band entrare prepotentemente in un grande ristorante di lusso e, tra lo stupore generale, eseguire il brano al centro della sala. Verso l'ultimo ritornello, un uomo avvisa Pierre che sono nel posto sbagliato. Il tempo torna indietro, e la band finisce di suonare Shut Up! in un luogo più adatto, tra i loro fan.

## Tracce
CD
1. Shut Up! – 3:01
2. Welcome to My Life (Acoustic) – 3:34
3. I'd Do Anything (Live) – 4:25

Download digitale (prima versione)
1. Shut Up! – 3:03
2. Welcome to My Life (Acoustic) – 3:32

Download digitale (seconda versione)
1. Shut Up! (Live from Wowwow) – 3:16

Vinilem, CD europeo
1. Shut Up! – 3:01
2. I'd Do Anything (Live) – 4:25

## Formazione
- Pierre Bouvier – voce
- Jeff Stinco – chitarra solista
- Sébastien Lefebvre – chitarra ritmica, voce secondaria
- David Desrosiers – basso, voce secondaria
- Chuck Comeau – batteria, percussioni

## Classifiche
| Classifica (2005) | Posizione massima |
| ----------------- | ----------------- |
| Austria           | 59                |
| Australia         | 14                |
| Brasile           | 7                 |
| Canada            | 12                |
| Paesi Bassi       | 35                |
| Nuova Zelanda     | 11                |
| Svezia            | 3                 |
| Stati Uniti       | 99                |